# Mauzoleum w Kopicach

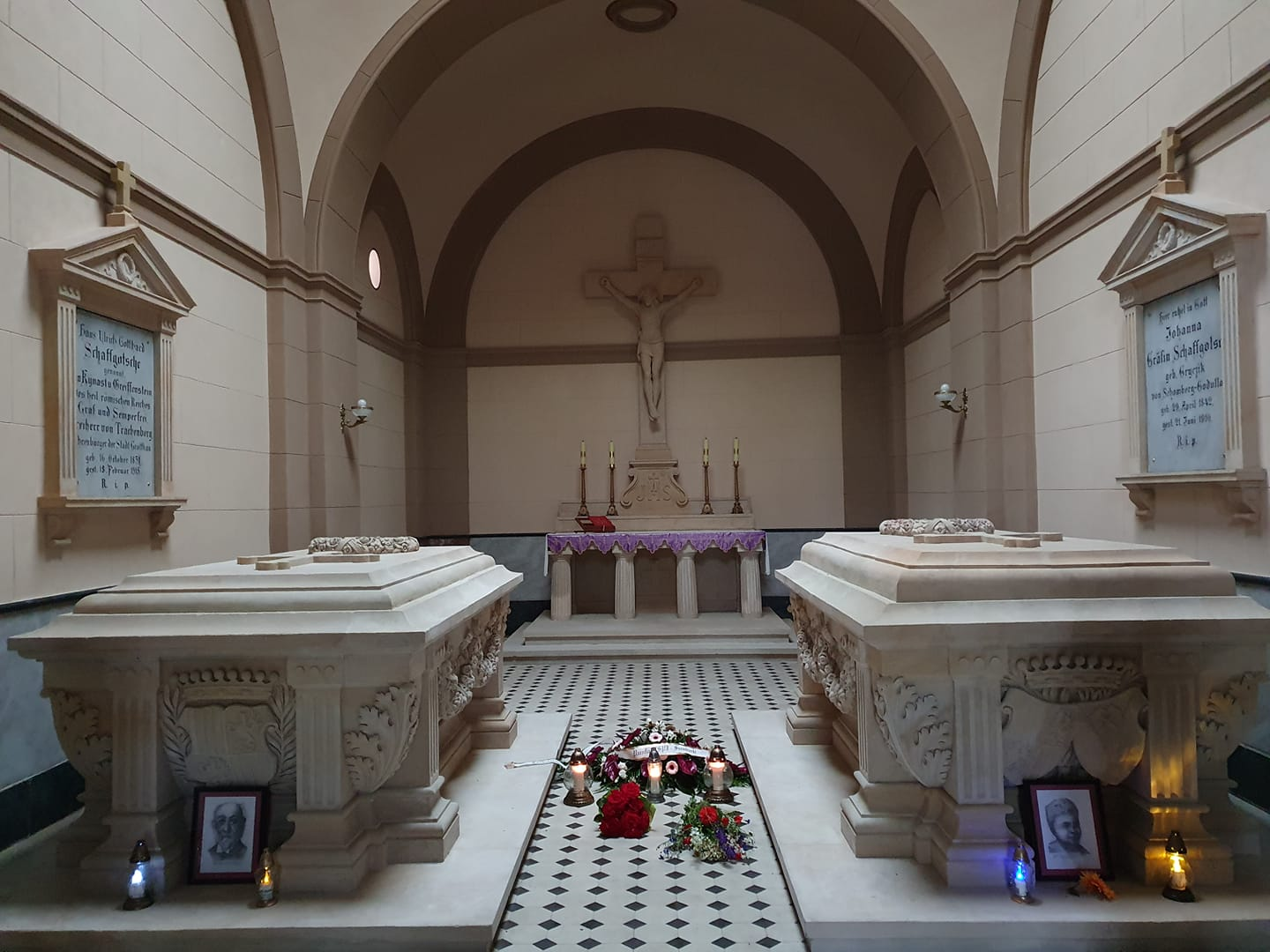
Wnętrze

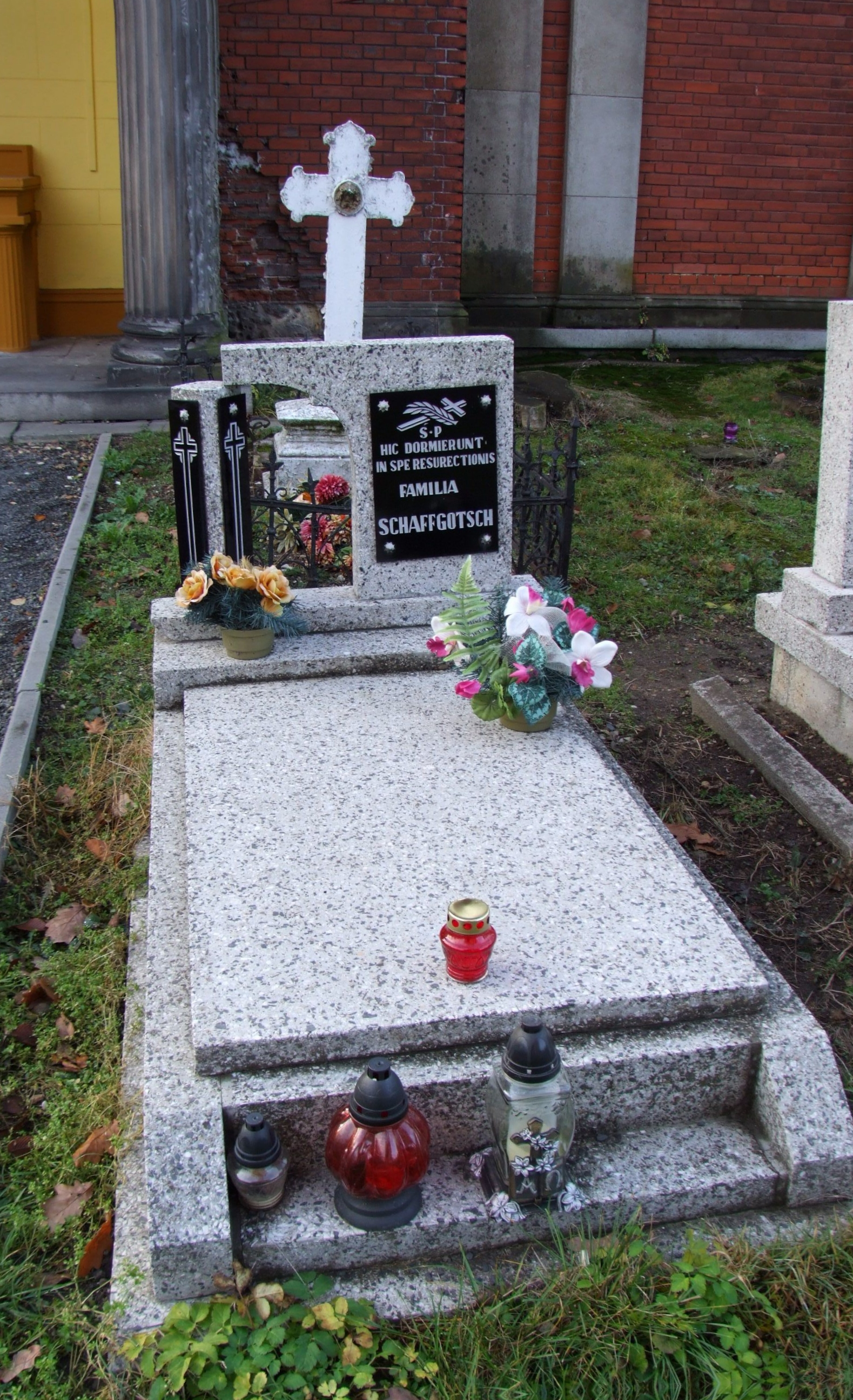
Dawny grób rodziny von Schaffgotsch obok mauzoleum

Mauzoleum w Kopicach – mauzoleum rodzinne zlokalizowane w Kopicach (przy kościele Świętego Krzyża), które jest miejscem pochówku członków rodziny górnośląskiej linii Schaffgotschów.

## Forma i historia
Wzniesione w drugiej połowie XIX wieku, według projektu wybitnego, niemieckiego architekta Carla Lüdecke. W mauzoleum znajdują się grobowce Hansa Ulricha Schaffgotscha i jego żony Joanny. Obiekt w stylu neoklasycystycznym na planie prostokąta. Wejście (na poziom balkonu) schodami wachlarzowymi  akcentowane portykiem, zwieńczonym tympanonem trójkątnym. Fasada zwieńczona tympanonem trójkątnym z akroterionami. W polu tympanonu kartusz herbowy. Elewacje z cegły klinkierowej zdobione detalami kamieniarskimi.
Po profanacji grobów po II wojnie światowej prochy zmarłych pochowano we wspólnej mogile na cmentarzu obok mauzoleum.
W marcu 2017 rozpoczęto w obiekcie prace renowacyjne zainicjowane przez Macieja Mischoka. 28 października 2019, w wyniku działań proboszcza Jarosława Szeląga i Macieja Mischoka, przeprowadzono ekshumację szczątków rodziny Schaffgotschów.